# Мукба, Энри Раульевич
Энри́ Рау́льевич Му́кба (род. 22 сентября 2005, Гудаута) — российский футболист, полузащитник клуба «Рубин».

## Биография
Родился в Гудауте. 
Футболом начал заниматься в школе клуба «Рица». В период с 2020 по 2022 год выступал за основную команду в чемпионате Абхазии.
21 февраля 2023 года перешёл в академию «Рубина». 
13 апреля 2024 года в матче Второй лиги (дивизион «Б») против «Оренбурга-2» дебютировал в профессиональном футболе за «Рубин-2».
20 октября 2024 года дебютировал в РПЛ в матче против московского «Динамо».
В сезоне 2024 с фарм-клубом стал бронзовым призёром Второй лиги (дивизион «Б», группа 4).

## Статистика выступлений
| Выступление      | Выступление       | Выступление      | Лига | Лига | Кубки | Кубки | Итого | Итого |
| Клуб             | Лига              | Сезон            | Игры | Голы | Игры  | Голы  | Игры  | Голы  |
| ---------------- | ----------------- | ---------------- | ---- | ---- | ----- | ----- | ----- | ----- |
| Рубин            | РПЛ               | 2024/25          | 1    | 0    | 0     | 0     | 1     | 0     |
| Рубин            | РПЛ               | 2025/26          | 1    | 0    | 1     | 0     | 2     | 0     |
| Рубин            | Итого             | Итого            | 2    | 0    | 1     | 0     | 3     | 0     |
| → Рубин-2        | Вторая лига («Б») | 2024             | 15   | 3    | —     | —     | 15    | 3     |
| → Рубин-2        | Вторая лига («Б») | 2025             | 3    | 0    | —     | —     | 3     | 0     |
| → Рубин-2        | Итого             | Итого            | 18   | 3    | —     | —     | 18    | 3     |
| Всего за карьеру | Всего за карьеру  | Всего за карьеру | 19   | 3    | 1     | 0     | 20    | 3     |

## Достижения
«Рубин-2»
- Бронзовый призёр Второй лиги (дивизион «Б», группа 4): 2024